# بازار بزرگ استانبول
بازار بزرگ استانبول (به ترکی استانبولی: Kapalıçarşı) به معنی بازار سرپوشیده، همچنین Büyük Çarşı، به معنی بازار بزرگ، واقع در استانبول یکی از بزرگترین و قدیمی‌ترین بازارهای سرپوشیده در جهان است. این بازار دارای ۶۰ راه‌رو و بیش از ۳۰۰۰ مغازه بوده و روزانه حدود ۲۵۰ هزار تا ۴۰۰ هزار بازدیدکننده اعم از توریست‌ها یا ساکنین محلی برای خرید به این بازار مراجعت می‌کنند. بازار بزرگ در سال ۱۴۵۵ به دستور سلطان محمد فاتح ساخته شد و در قرن ۱۶ گسترش پیدا کرد.